# Huaibao
Huaibao (kinesiska: 怀宝镇, 怀宝) är en köping i Kina. Den ligger i den autonoma regionen Guangxi, i den södra delen av landet, omkring 280 kilometer norr om regionhuvudstaden Nanning. Antalet invånare är 14363. Befolkningen består av 6 833 kvinnor och 7 530 män. Barn under 15 år utgör 17,0 %, vuxna 15-64 år 71 %, och äldre över 65 år 10,0 %.
Genomsnittlig årsnederbörd är 2 212 millimeter. Den regnigaste månaden är juni, med i genomsnitt 476 mm nederbörd, och den torraste är januari, med 67 mm nederbörd.